# Santa Vitória do Palmar Airport
Santa Vitória do Palmar Airport är en flygplats i Brasilien.   Den ligger i kommunen Santa Vitória do Palmar och delstaten Rio Grande do Sul, i den södra delen av landet, 2 000 km söder om huvudstaden Brasília. Santa Vitória do Palmar Airport ligger 22 meter över havet.
Terrängen runt Santa Vitória do Palmar Airport är mycket platt. Närmaste större samhälle är Santa Vitória do Palmar, 2,9 km sydväst om Santa Vitória do Palmar Airport.
Trakten runt Santa Vitória do Palmar Airport består till största delen av jordbruksmark. Runt Santa Vitória do Palmar Airport är det ganska glesbefolkat, med 25 invånare per kvadratkilometer.